# Friday Party
«Friday Party» es un sencillo del grupo japonés AAA. Es el segundo sencillo de su primer álbum, ATTACK, y fue lanzado el 5 de octubre de 2005.
Alcanzó el puesto número 17 en la lista de los 200 sencillos más vendidos elaborada por Oricon y se mantuvo en ella durante diez semanas, llegando a vender un total de 17331 copias.

## Listado de temas

### CD
1. «Friday Party»
2. «Friday Party»　~Instrumental~

### DVD
1. «Friday Party»

- Datos: Q3087665